# Phân bộ Cá bàng chài
Phân bộ Cá bàng chài (danh pháp khoa học: Labroidei) theo phân loại truyền thống là một phân bộ trong bộ Cá vược (Perciformes), bộ lớn nhất trong nhóm cá về số lượng loài. Phân bộ này bao gồm một số loài cá như bàng chài, cá hoàng đế và cá mó.

## Các họ
- Cichlidae (cá hoàng đế, rô phi, cá thần tiên v.v)
- Embiotocidae
- Labridae (cá bàng chài)
- Odacidae
- Pomacentridae (cá thia)
- Scaridae (cá mó)

## Phân loại gần đây
Lý do duy nhất để gán mối quan hệ được cho là họ hàng của chúng là cấu trúc phức tạp của hàm và các cơ quan hàm hầu để cho phép có sự thích nghi đa dạng với các loại thức ăn khác nhau. Tuy nhiên, kết quả phân tích và so sánh trình tự DNA lại không ghi nhận mối quan hệ họ hàng giữa hai nhóm trong phân bộ này, một bên là cá bàng chài (Labridae), cá mó (Scaridae) và Odacidae với bên kia là Cichlidae, Embiotocidae và cá thia (Pomacentridae). Giải phẫu hộp sọ tương tự được cho là đã tiến hóa độc lập nhiều lần.
Đối với Cichlidae, Embiotocidae, Pomacentridae và một số nhóm cá khác có quan hệ họ hàng gần với chúng thì người ta đã đề xuất tạo ra một nhóm phân loại mới gọi là Ovalentaria, với mối quan hệ giữa chúng chủ yếu dựa trên các nghiên cứu sinh học phân tử với đặc trưng sinh học hình thái duy nhất hỗ trợ là trứng bám đáy.
Ngoài ra, về mặt phát sinh chủng loài thì Scaridae có thể gộp vào trong Labridae để trở thành họ Labridae sensu lato, với Odacidae có quan hệ họ hàng gần. Như thế, chúng là các họ duy nhất còn lại trong Labroidei.
Phân loại gần đây của Betancur et al. (2013, 2014) không công nhận phân bộ này, do tính đa ngành của nó, mà tách ra thành các đơn vị cấp bộ như sau:
- Loạt Ovalentaria:
  - Bộ Cichliformes
    - Cichlidae

  - Cấp bộ incertae sedis
    - Embiotocidae.
    - Pomacentridae.
- Loạt Eupercaria:
  - Bộ Labriformes sensu stricto
    - Labridae (gồm cả Scaridae).
    - Odacidae.

## Hình ảnh

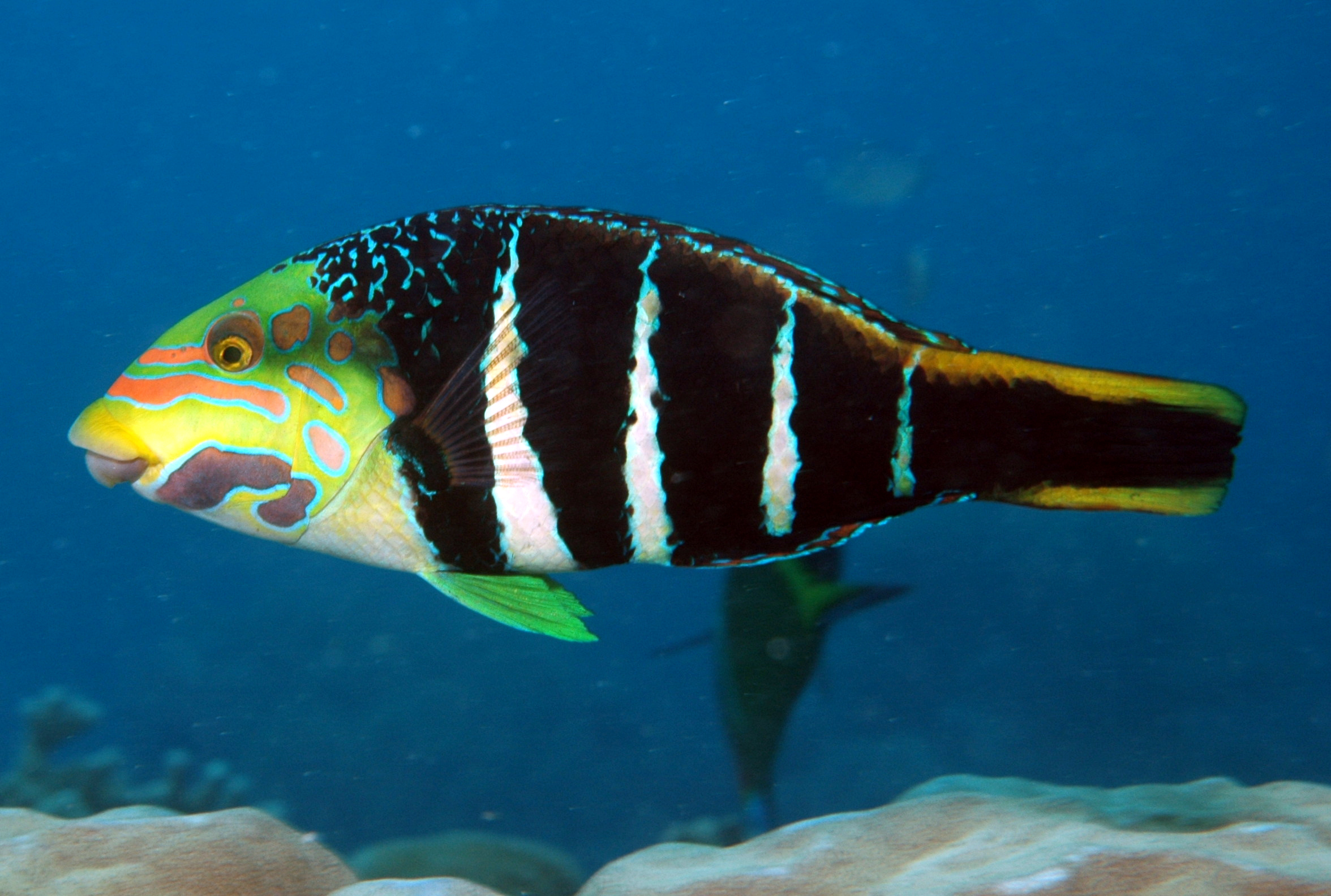
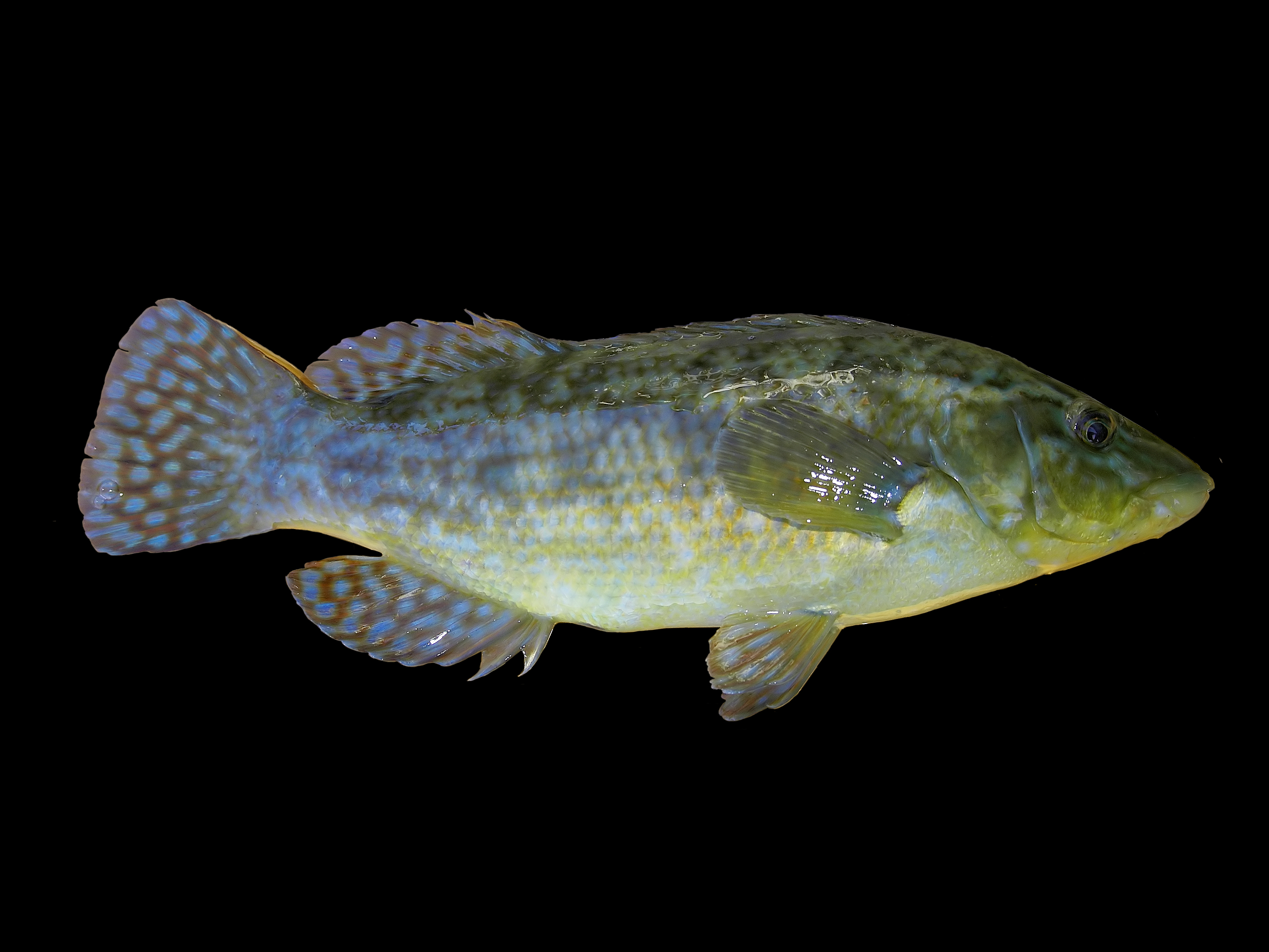
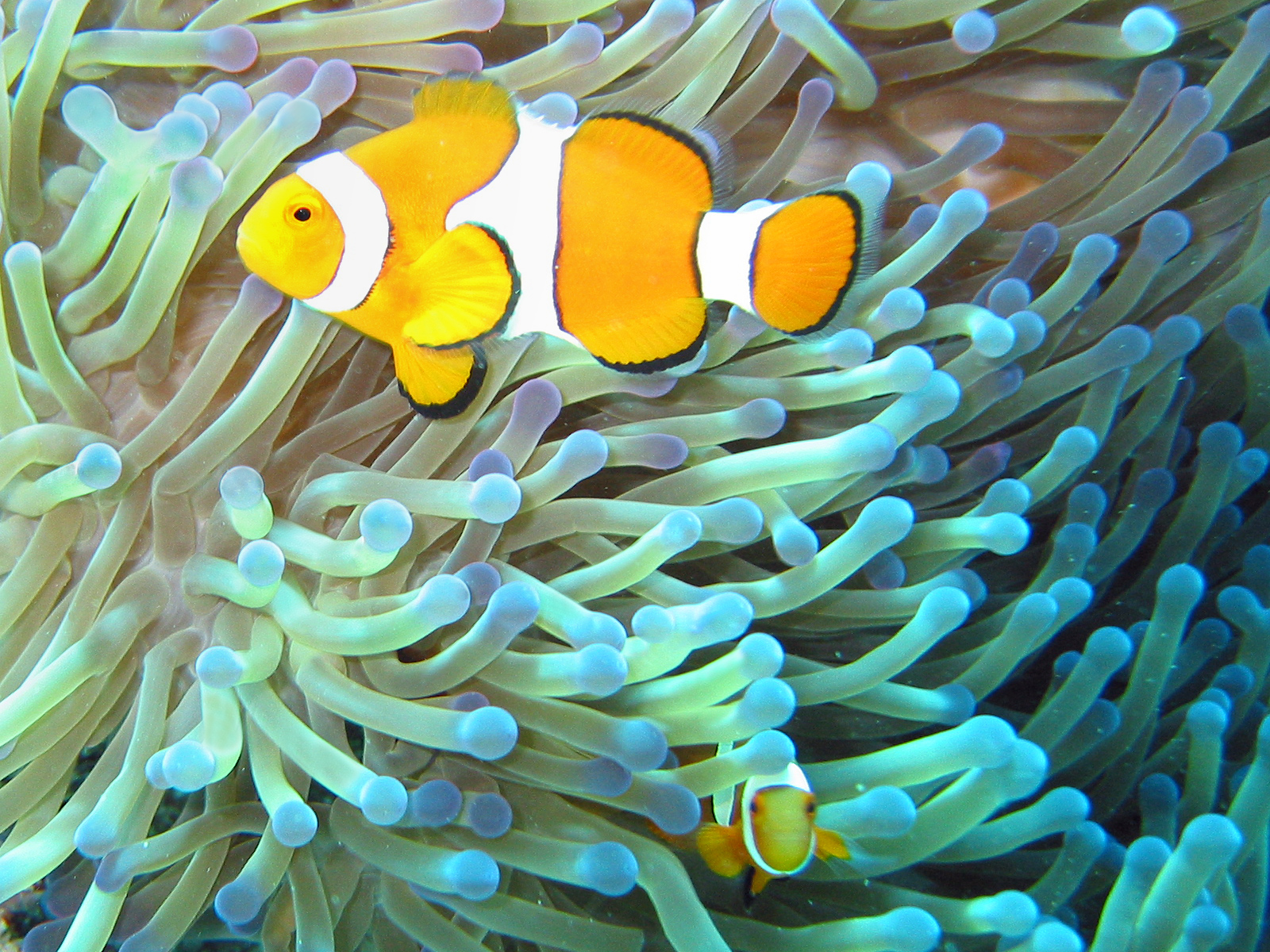
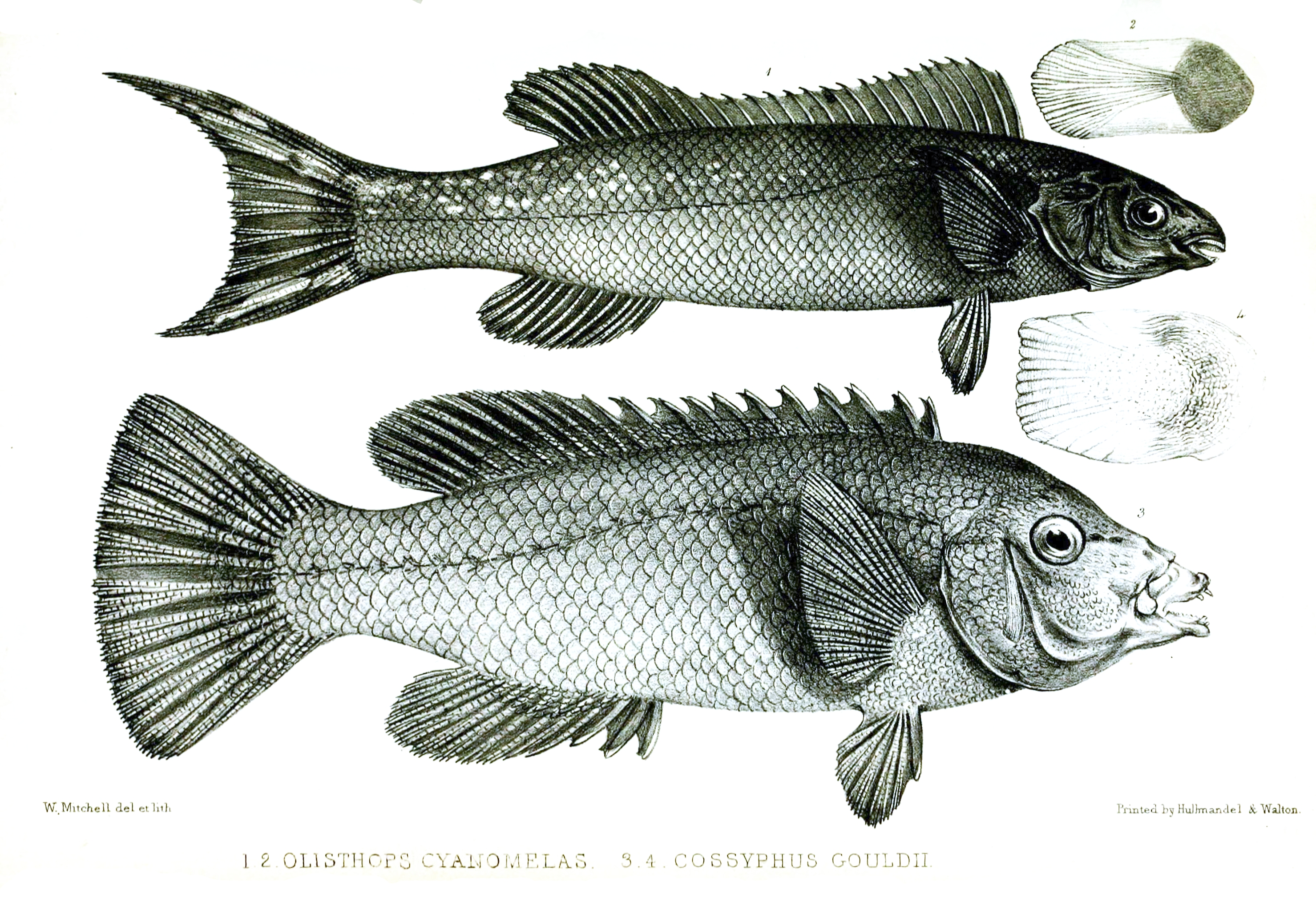